# Melchor Cano
Frei Melchior CanoOP, (Setembro de 1509 - 30 de setembro de 1560), teólogo espanhol.

## Biografia
Nascido em Tarancón, em Castela, entrou na Ordem dos Pregadores no convento de Salamanca onde em 1546 sucedeu a Francisco de Vitória na cátedra de teologia. 
Um profundo e original pensador, orgulhoso e vítima de disputas teológicas. O seu único rival era Bartolomeu de Caranza, também dominicano e posteriormente Arcebispo de Toledo. Nas universidades, os estudantes dividam-se em apoiantes e detractores dos dois professores. Foi um violento atacante da nova Sociedade de Jesus, e foi pelos jesuítas atacado depois de participar no Concílio de Trento em 1545, privilégio que alcançou devido à influência da nova ordem.
Teve grande ascendência sobre o rei Filipe II de Espanha, que o fez eleger Provincial de Espanha. Em 1556 escreveu o seu famosos trabalho Consultatio theologica, no qual aconselha o rei a resistir à influência papal nos negócios políticos, e como monarca absoluto, a defender os seus direitos sobre os rendimentos eclesiásticos, tornando Espanha menos dependente de Roma. Por tal feito, o Papa Paulo IV apelidou-o de «filho da perdição».
A reputação de Cano perdurou com um trabalho póstumo De Locis theologicis (Salamanca, 1562), uma obra clássica do período renascentistas onde tenta libertar a teologia dogmática da escolástica, tentando devolver a religião aos princípios iniciais e fornecendo regras,métodos, e um sistema estruturado de estudo científico teológico.